# Dasystroma
Dasystroma är ett släkte av fjärilar som beskrevs av Curtis 1833. Dasystroma ingår i familjen Dagmalar, (Chimabachidae).
Släktet innehåller bara arten Videvårmal, Dasystroma salicella.